# گونی‌پایه
گونی‌پایه (ترکی آذربایجانی: Güneypəyə) یک منطقهٔ مسکونی در جمهوری آرتساخ است که در استان شاهومیان واقع شده‌است.